# Steven Wood
Steven Wood (17 de marzo de 1961-23 de noviembre de 1995) fue un deportista australiano que compitió en piragüismo en las modalidades de aguas tranquilas y maratón.

## Palmarés internacional

### Piragüismo en aguas tranquilas
Participó en dos Juegos Olímpicos de Verano en los años 1988 y 1992, obteniendo una medalla de bronce en la edición de Barcelona 1992 en la prueba de K4 1000 m. Ganó dos medallas en el Campeonato Mundial de Piragüismo en los años 1986 y 1991.
| Juegos Olímpicos   | Juegos Olímpicos   | Juegos Olímpicos  | Juegos Olímpicos |
| Año                | Lugar              | Medalla           | Evento           |
| ------------------ | ------------------ | ----------------- | ---------------- |
| 1992               | Barcelona (España) | Medalla de bronce | K4 1000 m        |
| Campeonato Mundial |                    |                   |                  |
| Año                | Lugar              | Medalla           | Evento           |
| 1986               | Montreal (Canadá)  | Medalla de bronce | K2 1000 m        |
| 1991               | París (Francia)    | Medalla de plata  | K4 10 000 m      |

### Piragüismo en maratón
En la modalidad de maratón, obtuvo una medalla de oro en el Campeonato Mundial de Piragüismo en Maratón de 1992.
| Campeonato Mundial | Campeonato Mundial   | Campeonato Mundial | Campeonato Mundial |
| Año                | Lugar                | Medalla            | Evento             |
| ------------------ | -------------------- | ------------------ | ------------------ |
| 1992               | Brisbane (Australia) | Medalla de oro     | K2                 |